# Correio do Estado
Correio do Estado é um jornal diário brasileiro, fundado em 7 de fevereiro de 1954, com sede em Campo Grande, Mato Grosso do Sul e distribuído em quase todos os 78 municípios do estado.

## História
A história do jornal Correio do Estado começou em 1954, ano em que as primeiras edições chegaram às bancas. A equipe de jornalistas que trabalha diariamente na elaboração dos exemplares mantém compromisso com a verdade e faz uma apuração minuciosa dos fatos antes de transformá-los em notícias. O Correio do Estado faz sucesso de vendas tanto na capital Campo Grande como nas cidades do interior.
Além de incluir notícias e reportagens especiais em suas páginas, o jornal também investe nos classificados. Essa área é destinada para anúncios, onde são publicadas vagas de emprego em aberto ou carros, motos, casas e terrenos a venda no estado do Mato Grosso do Sul. A cada novo exemplar do jornal, novidades aparecem também nos classificados.
O jornal Correio do Estado é o principal periódico do Mato Grosso do Sul, por isso usar a área de classificados para publicar anúncios representa uma boa estratégia. As empresas que desejam criar novos vínculos empregatícios recebem candidatos as vagas por influência desse jornal, lido por todos os tipos de profissionais.

## Ver mais
- Lista de meios de comunicação de Campo Grande